# Orchopeas fulleri
Orchopeas fulleri är en loppart som beskrevs av Hamilton Paul Traub 1950. Orchopeas fulleri ingår i släktet Orchopeas och familjen fågelloppor. Inga underarter finns listade i Catalogue of Life.